# Sydsprötfly

Sydsprötfly, Hypena obsitalis är en fjärilsart som beskrevs av Jacob Hübner 1813. Sydsprötfly ingår i släktet Hypena och familjen nattflyn, Noctuidae. Arten är ännu inte påträffad i Sverige. Inga underarter finns listade i Catalogue of Life.

## Bildgalleri

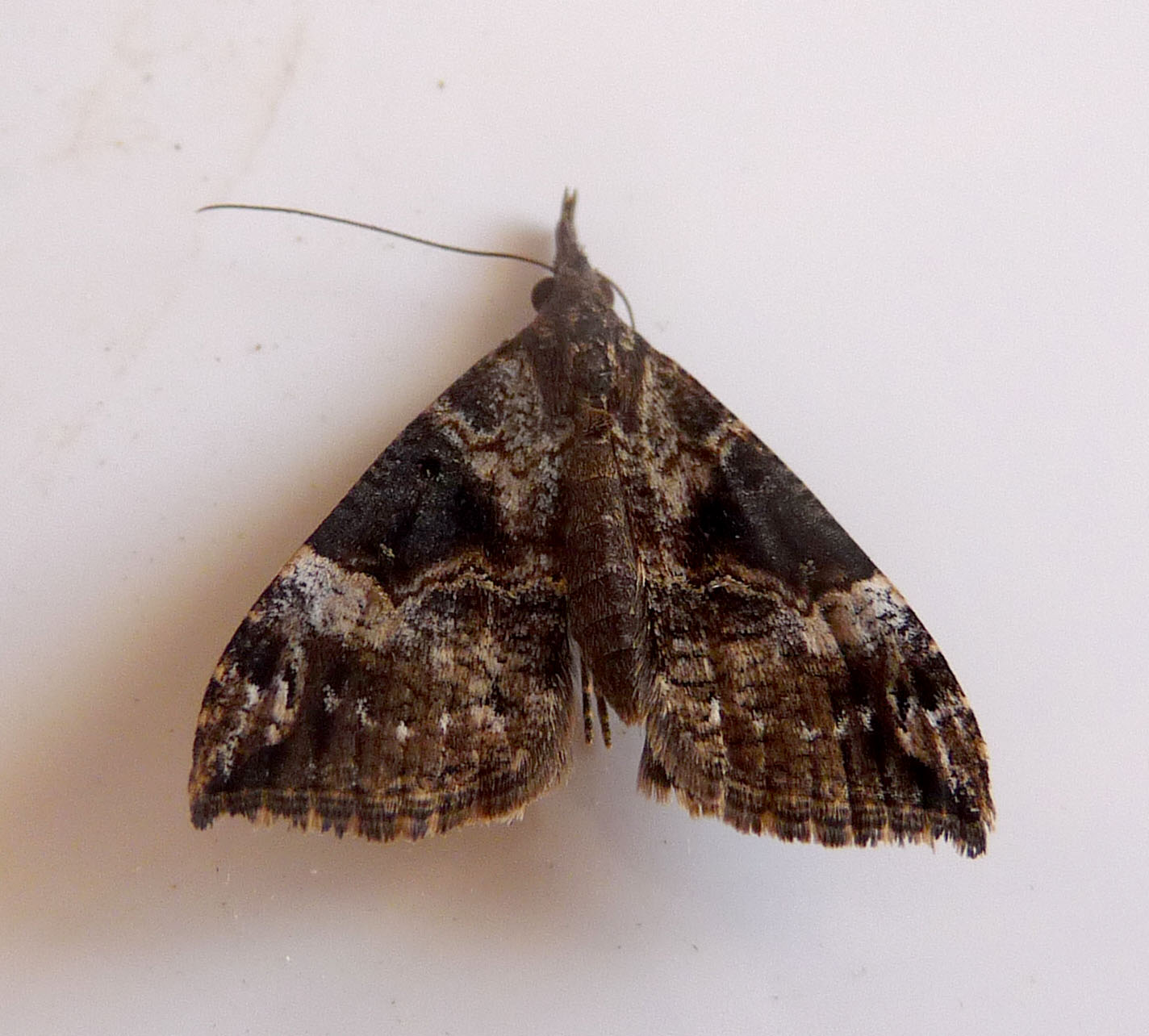
Imago fjäril
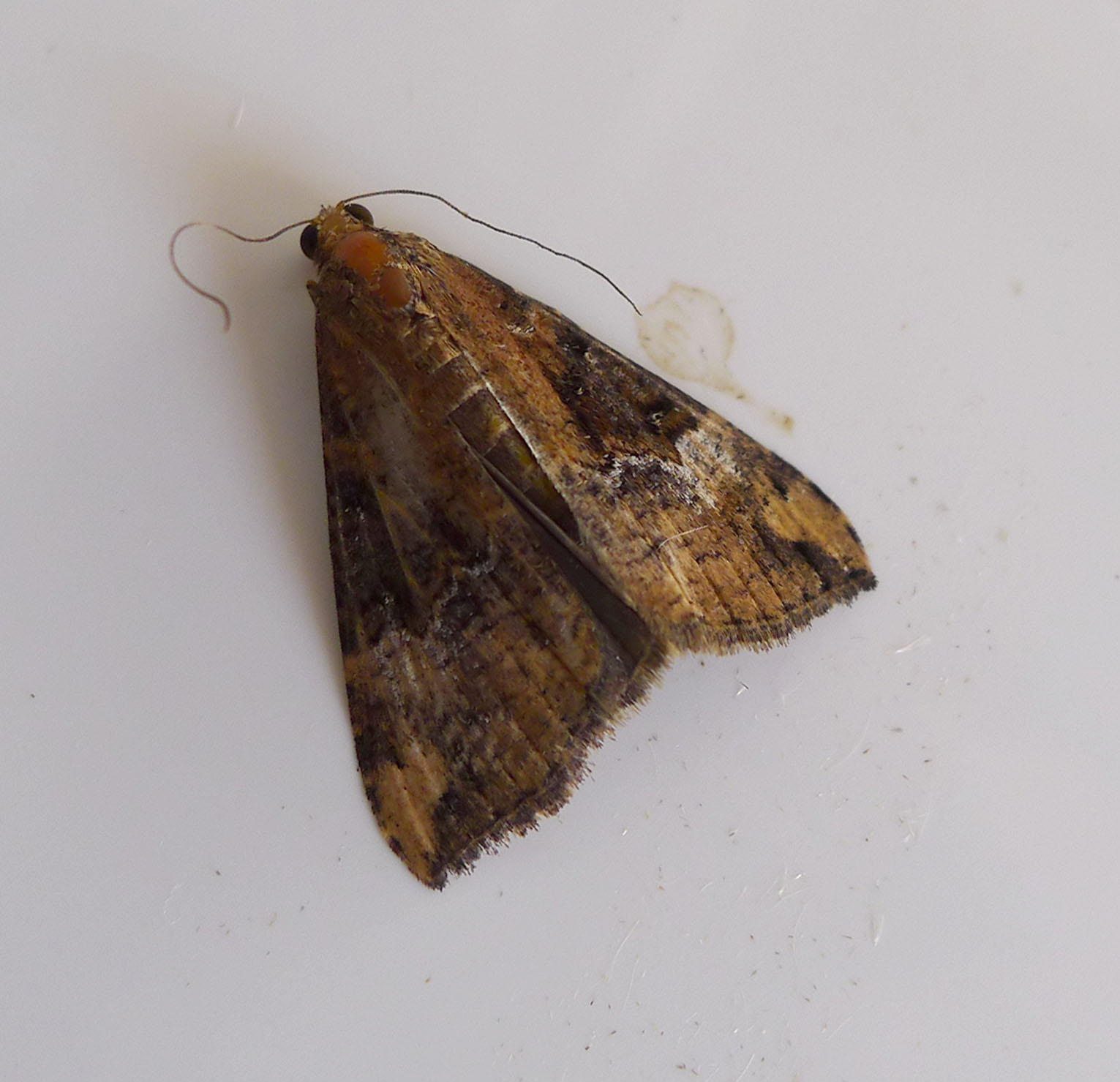
Imago fjäril
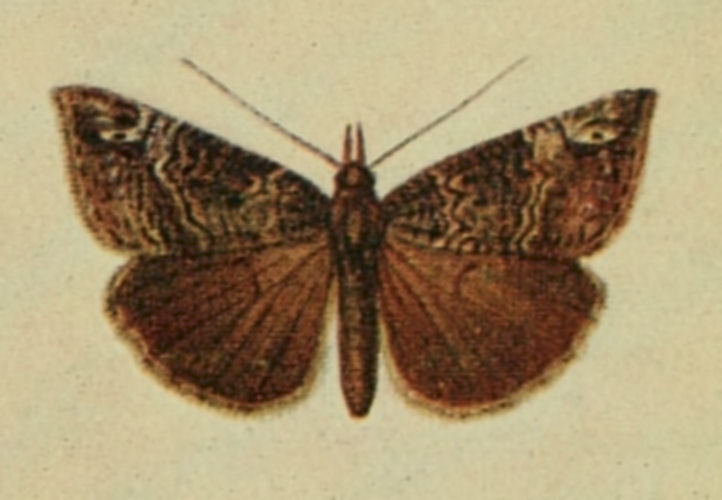
Illustrering av Preparerad (uppnålad) imago fjäril